# Violino
O violino é um instrumento musical, classificado como Instrumento de cordas ou cordofone. Foi inventado por Gasparo de Salò, um italiano que viveu entre os anos 1540 e 1609. O termo "violino" foi introduzido na língua portuguesa no século XX. Até então, a designação do instrumento era rabeca, palavra que ainda se utiliza em muitos lugares.
É o menor e mais agudo dos instrumentos de sua família  (que ainda possui a viola, o violoncelo e o contrabaixo) e corresponde ao Soprano da voz humana. O violino possui quatro cordas percutidas, com afinação da mais aguda à mais grave: O timbre do violino é agudo, brilhante e estridente, mas dependendo do encordoamento utilizado e da forma que é tocado, podem-se produzir timbres mais aveludados. O som geralmente é produzido pela ação de friccionar as cerdas de um arco de madeira sobre as cordas. Também pode ser executado beliscando ou dedilhando as cordas (pizzicato), pela fricção da parte de madeira do arco (col legno), ou mesmo por percussão com os dedos ou com a parte de trás do arco.
Toca-se com o arco a passar nas cordas e faz um som diferente de acordo com as cordas tocadas (corda mi aguda, corda sol grave).  Esticada na parte inferior do arco estão as cerdas, que são feitas de vários fios de crina de cavalo, ou de material sintético.
Assim como outros instrumentos de percussão, os violinos também podem ser amplificados eletronicamente. A sua utilização mais comum é nos naipes de cordas das orquestras. O género mais comum é a música de concerto da tradição clássica ocidental. Existem no entanto diversos músicos que o utilizam na música folclórica, popular,  rock e outros géneros.
Na orquestra, o líder do naipe de primeiros-violinos é chamado de spalla. Depois do maestro, ele é o comandante da orquestra. O spalla fica à esquerda do maestro, logo na primeira estante do naipe dos primeiros-violinos.
A extensão do violino é do Sol 3 (mais grave e a última corda solta), ao Si 6 (3 notas antes da mais aguda que se pode ouvir).

## História do violino
A palavra violino é um diminutivo de viola, palavra vinda do latim médio, vitula, que significa instrumento de percussão. Sua origem vem de instrumentos trazidos do leste da Europa do Império Bizantino. Os primeiros violinos foram feitos na Itália entre os meados do fim do século XVI e o início do século XVII, evoluindo de antecessores como a rebec, a vielle e a lyra da braccio. A sua criação é atribuída ao italiano Gasparo de Salò. Durante duzentos anos, a arte de fabricar violinos de primeira classe foi atributo de três famílias de Cremona: Amati, Guarneri e Stradivarius. Toda a invenção do violino foi conduzida pelas raízes do instrumento milenar chinês erhu, as raízes deste instrumento foram os instrumentos de cordas friccionados por arco mais antigos já descobertos.
O violino propriamente dito manteve-se inalterado por duzentos anos. A partir do século XIX modificou-se apenas a espessura das cordas, o uso de um cavalete mais alto e um braço mais inclinado. Inclusive, a forma do arco consolidou-se aproximadamente nessa época. Originalmente com um formato côncavo, o arco agora tem uma curvatura convexa, o que lhe permite suportar uma maior tensão das crinas, graças às mudanças feitas pelo fabricante de arcos François Tourte, a pedido do virtuose Giovanni Battista Viotti, em 1782.
O violino tem longa história na execução de músicas de raiz popular, que vem desde os seus antecessores (como a vielle). A sua utilização tornou-se mais expressiva a partir da segunda metade do século XV.

### Stradivarius
Os violinos Stradivarius são provavelmente os mais valiosos do mundo. Foram feitos mais de mil instrumentos, entre eles violinos, violas de arco, violoncelos e outros instrumentos de arco pelo mestre Antonio Stradivari (1644-1737), mas actualmente restam poucos destes instrumentos. Um violino Stradivarius de 1720, não dos mais famosos, foi comprado num leilão em Novembro de 1990 por 1,7 milhão de dólares. Em 2006 foi leiloado na casa de leilões Christie's um Stradivarius de 1729 (Hammer) que foi arrematado por 3,5 milhões de dólares.

### O Messias
O mais famoso Stradivarius é também o mais famoso e valioso violino do mundo. O Messias foi feito pelo mestre em 1716 e ainda hoje é o violino antigo mais preservado do mundo, afirmado por muitos como aparentando ter acabado de ser feito.
Também foi o único violino que Stradivari nunca vendeu, ficando em sua posse até sua morte.
O Messias se encontra no Ashmolean Museum de Oxford, Inglaterra, no salão de música Hill.
Enquanto existem por volta 650 instrumentos Stradivarius sobreviventes, por outro lado também existem milhares de cópias, grande parte com marcas com a inscrição "Stradivarius", feitos em sua homenagem. Muitos milhares destes foram feitos no século XIX, com marcas que indicavam o modelo de origem, sem pretensão de passarem por originais; porém com o passar do tempo a história verdadeira se perdeu, a medida que estes instrumentos são redescobertos hoje, levam seus descobridores ao engano.
Um dos vários segredos da beleza estética dos violinos de Stradivarius reside no facto de o seu construtor os desenhar utilizando a Secção Áurea. A Secção Áurea representa um elemento de equilíbrio estético.
Os instrumentos de Stradivarius são referência mundial, porém a arte da lutheria nunca deixou de se desenvolver, apesar de todos os mitos que cercam o instrumentos stradivarius, recentemente foi feito um teste cego com violinistas solistas de fama internacional, para esse exame, pesquisadores franceses submeteram 12 violinos a esses concertistas - seis modernos e seis antigos, entre os antigos estavam cinco Stradivarius originais, para a surpresa dos próprios, muitos preferiram os instrumentos modernos. Os solistas testaram todos os instrumentos em uma sala de concertos de 300 lugares e uma mais ampla em Paris, acrescentam os pesquisadores, cujo estudo aparece na última edição da "Proceedings of the National Academy of Sciences". Cada teste durou mais de uma hora. Os músicos não tinham como identificar visualmente os instrumentos, já que os modernos receberam um tratamento que os deixou parecendo antigos.
Os autores do experimento afirmam que seis dos dez solistas preferiram um violino moderno. Um desses instrumentos parece ter se destacado dos demais. De qualquer forma Stradivarius nunca deixará de ser uma referência mundial e o valor histórico de sua obra é inestimável, já que serve até hoje como modelo para a construção de instrumentos modernos.

## Detalhes da Construção
Como outros instrumentos de cordas, os violinos são construídos por luthiers. A luthieria ou liuteria é uma profissão artística que engloba a produção artesanal de instrumentos musicais de corda com caixa de ressonância. Tais palavras tiveram origem da construção do alaúde, que em italiano se chama liuto; portanto, liutaio significa aquele que faz alaúdes.
Tradicionalmente são instrumentos puramente acústicos, cujo som é amplificado naturalmente pela caixa de ressonância de madeira. A "voz" ou som de um violino depende de sua forma, da madeira de que é feito, da graduação (o perfil de espessura) tanto do tampo quanto do fundo, do verniz que reveste sua superfície externa e da habilidade do luthier em realizar todas essas etapas. O verniz e, especialmente, a madeira, continuam a melhorar com o tempo, tornando a oferta limitada de violinos antigos bem-feitos por luthiers famosos muito procurados. No entanto, existem instrumentos amplificados eletronicamente, através de captadores ou microfones. Assim como as guitarras elétricas, os violinos eletrificados não necessitam de caixa de ressonância. Alguns possuem corpo maciço e outros nem possuem corpo, mas apenas molduras para a sustentação das cordas.

Além do tamanho padrão completo (4/4), os violinos também são fabricados em tamanhos fracionários, como 7/8, 3/4, 1/2, 1/4, 1/8, 1/10, 1/16, 1/32 e até mesmo 1/64. Esses instrumentos menores são comumente usados por jovens músicos cujos dedos não são longos o suficiente para alcançar as posições corretas em instrumentos de tamanho completo.

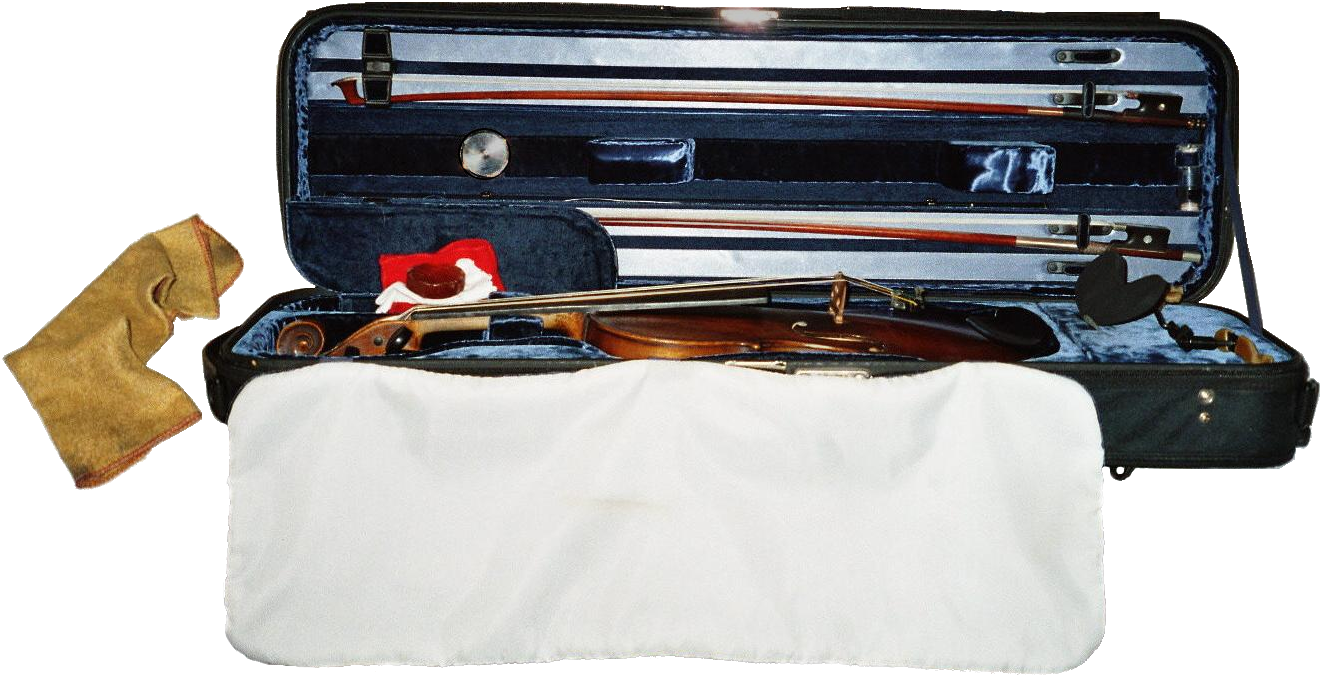
Estojo de violino: vista geral.

### Partes do Violino
O violino é guardado, normalmente, num estojo cuja forma e material podem variar. Esse estojo contém necessariamente o violino, o arco, a resina, a almofada (ou espaleira), uma surdina, uma flanela para limpeza e cordas sobressalentes. Pode conter, esporadicamente, dependendo do caso, partituras, um outro arco, um metrônomo, um higrômetro, um umidificador, um diapasão, giz para conservação das cravelhas.
| Legenda: 1. Voluta 2. Cravelha 3. Pestana 4. Espelho 5. Escala 6. Corda 7. Resina ou breu 8. Antiga corda de tripa. A sua antiguidade nota-se pela cor amarelada e pela sua forma (a extremidade conservou-se enrolada pela cravelha) 9. Higrómetro 10. Arco | Legenda: 1. Queixeira 2. Estandarte 3. Micro afinador: 4. Surdina 5. Talão 6. Humidificador 7. Corda nova no pacote 8. Espaleira |

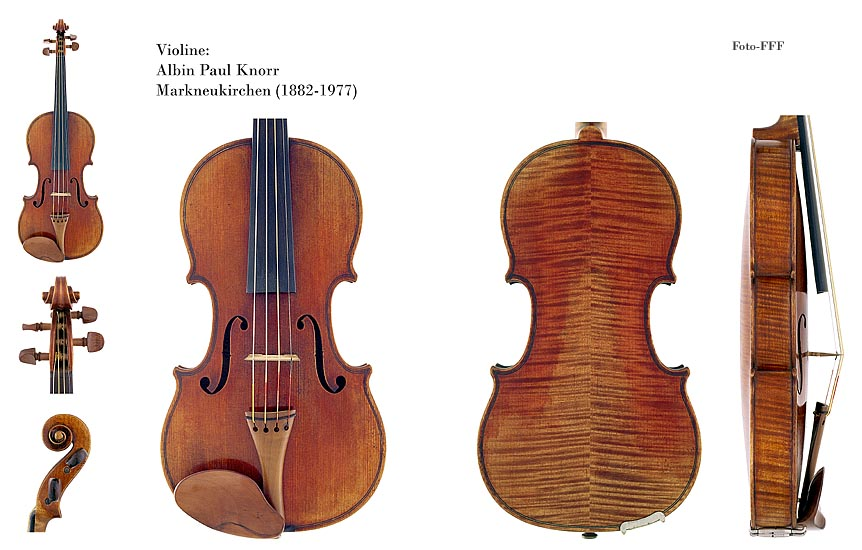
Violino - detalhes.

- Ouvidos, Efes ou Aberturas acústicas são os orifícios que permitem aos sons (vibrações), amplificados pelo corpo do instrumento, atingir o espaço externo e finalmente os nossos ouvidos.
- Cravelhas são as peças de madeira (quatro, uma para cada corda), onde se fixam as cordas, e são usadas para afinar o instrumento girando-as em sentido horário ou anti-horário, a fim de retesar ou afrouxar as cordas. Elas são mantidas no lugar pela fricção da madeira contra a madeira, porém ainda assim os violinos desafinam com facilidade, especialmente com mudanças de temperatura, ou em viagens longas. Um violino precisa ser afinado muitas vezes até que as cordas novas se acomodem.
- Cavalete é a peça na qual se apoiam as 4 cordas distendidas. A parte inferior do cavalete - dois pequenos pés - fica apoiada no plano harmônico do violino (tampo superior - o inferior chama-se fundo). Sua curvatura superior mantém as cordas à altura adequada, permitindo que cada uma seja tocada separadamente pelo arco. Pequenas ranhuras no cavalete mantêm as cordas no lugar. O cavalete transforma as vibrações horizontais em verticais e depois transmite as vibrações das cordas para o corpo do violino.
- Cordas: Antigamente eram feitas de tripa de carneiro e rabo de cavalo. Hoje são de aço cromado ou de material sintético, revestidas com uma fita metálica de alumínio, níquel, ou, as melhores, de prata. A afinação padrão para as cordas  seguindo por ordem de espessura é Mi (E) (1ª corda, a mais aguda), Lá (2ª corda), Ré (3ª) e Sol (a 4ª corda, a mais grave). . Essas notas geram o acorde G6/9.[7] As cordas geralmente possuem um enrolamento de seda colorido em ambas as extremidades para identificar a corda. Com o tempo, as cordas vão se desgastando, limitando a sua vida útil. A longevidade das cordas depende da qualidade e da intensidade do seu uso.
- Estandarte é uma peça aproximadamente triangular que fixa as cordas na extremidade oposta ao braço. Frequentemente possui, nele, microafinadores, que são acionados por um pequeno parafuso girado pelos dedos, que permitem ao músico fazer ajustes pequenos na afinação de uma corda.
- Fixo é um pequeno acessório metálico que se prende no estandarte, no furo correspondente às cordas. Possui um parafuso que ao girá-lo, permite precisão na afinação da corda.
- Queixeira: Peça anatômica que serve para o violinista acomodar de maneira mais confortável o violino ao maxilar. Foi inventada pelo alemão Ludwig Spohr.
- O Arco é feito de madeira (os melhores em Pau-Brasil pernambucano). Fios de crina de cavalo (ou de plástico tipo nylon) são ajustados às duas extremidades desta peça de madeira, longa e curva, com cerca de 75 cm de comprimento. A crina de cavalo dá uma maior qualidade ao som e o ajuste da sua tensão é feito por um parafuso colocado no talão, a parte segurada pela mão direita do violinista. Logo à frente do talão, uma almofada de couro para o polegar (chamada de empunhadura) fornece uma pegada segura para a mão do músico. A outra extremidade do arco denomina-se ponta. A resina sólida é esfregada na crina para torná-la ligeiramente pegajosa; quando o arco é puxado sobre uma corda, a fricção entre eles faz a corda vibrar. O arco do violino é como a respiração para os cantores ou instrumentistas de sopro. Os seus movimentos e sua articulação constituem a dicção dos sons e a articulação das células rítmicas e melódicas. Todas as nuances sonoras, colorido e dinâmica musical do violino estão intimamente ligadas à relação existente entre a condução do arco e a precisão dos movimentos sincronizados da mão esquerda junto com a mão direita.
- A espaleira é um acessório utilizado para apoiar o violino ao ombro do músico. Não é um acessório obrigatório, apesar de ser muito utilizado.
- O braço do violino carrega a escala, tipicamente feita de ébano, mas frequentemente de outra madeira tingida ou pintada de preto em instrumentos mais baratos.

### Cuidados
- Mantenha o violino afastado do sol, pois o calor pode fazer a madeira rachar ou descolar.
- Passar regularmente uma flanela no violino, pois a poeira além de desgastar o violino, diminui o tempo de duração das cordas.
- Sempre limpar as mãos antes de manusear o violino. (Isso evitará o desgaste do violino)
- Passar sempre que necessário a brel nas cerdas do arco, se tocar.
- Afrouxar as cerdas do arco antes de guardar o instrumento, recorrendo ao parafuso-sem-fim. Este ponto é de grande importância dado que a vara do arco (parte da madeira) tem uma curvatura ideal para produzir o som, quando a tensão das cerdas se mantém exagerada por longos períodos de tempo, esta curvatura tende a desaparecer e o arco fica então inutilizado.
- Ao tocar mantenha a postura correta. A postura errada afeta diretamente a saúde e o desempenho do músico.
- De tempos em tempos faça uma revisão com um profissional experiente.

## Execução
A execução mais comum é a fricção do arco nas cordas. Antes de tocar o instrumento, o violinista passa sobre as cerdas uma resina chamada breu, que tem o efeito de produzir o atrito entre as cerdas e as cordas, gerando o som. O som produzido pelas cordas é transmitido ao corpo oco do violino, denominado caixa de ressonância, pela alma, um cilindro de madeira que fica dentro do corpo do violino, mais ou menos abaixo do lado direito do cavalete. A alma liga, mecânica e acusticamente, o tampo superior ao inferior do violino, fazendo com que o som vibre por todo o seu corpo.

### Posição Correta
Corpo ereto e busto para frente. As pernas devem ficar um pouco abertas para estabilizar o equilíbrio do corpo. Motivo: Quando o movimento do arco for rápido, o braço esquerdo terá maior facilidade para executar as notas. O peso do corpo deve ficar apoiado nas duas pernas. Porém, em passagens mais aceleradas, pode-se jogar o peso só no pé esquerdo.

### Posição do violino no corpo
O violino deve ser colocado em cima da clavícula esquerda e apoiado de leve no ombro esquerdo.
O braço esquerdo deve estar na mesma direção do pé esquerdo.
Inclinar o violino para o lado direito. Puxar a queixeira e encostá-la no maxilar, para manter o violino horizontalmente. Não levantar nem baixar o ombro esquerdo; deixá-lo solto. A técnica do violino é muito delicada. Forçando-se o ombro, o movimento dos braços será impedido. Se o ombro for baixo, usar almofada (Espaleira), para não forçar o pescoço nem o ombro. A almofada serve para adaptar o instrumento ao corpo do aluno. A queixeira deve ser adequada a cada pessoa para que o violinista fique bem à vontade.
Quando segurar o violino a posição tem de ser natural, isto é, sentir o violino como se fosse uma parte do corpo. Observadas as posições acima explicadas e o arco tocado com leveza, liberdade, harmonia de movimentos e perpendicular em relação à corda, é mais fácil tocar o instrumento.

### Como usar a mão esquerda
O cotovelo esquerdo deve situar-se por baixo do tampo do violino, inclinado para a direita. Para facilitar a movimentação dos dedos esquerdos, o pulso deve estar na mesma direção do antebraço e completamente relaxado.
A conjuntura dos dedos esquerdos deve estar na altura das cordas. Os 4 dedos (indicador, médio, anelar e mínimo) devem estar encurvados. Colocá-los na direção da corda, para depois pousá-los.
O polegar deve estar apoiado ao de leve no braço do violino, na direção entre os dois primeiros dedos (indicador e médio). O polegar deve estar assim para que os 4 dedos restantes se apoiem com a mesma força nas cordas. Se alguém tiver o polegar maior, este sobressairá para cima do braço do violino junto à corda sol.
Quando as cordas forem abaixadas pelos dedos, cuidado para não endurecer as falanges dos dedos, nem o cotovelo. Os dedos devem ser colocados sem força, de modo leve sobre as cordas. Quando os dedos não estão sendo usados, deixá-los na posição natural, isto é, encurvados.

### Como pegar o arco
Deixar o braço direito solto, como se estivesse a andar. Pegar no arco com a mão direita livre, sem modificar sua posição. Isto facilitará a movimentação do arco nas cordas.
(Deixar todo o peso do braço sobre o arco, como se o braço estivesse morto).
Forma igual à anterior, com as duas falanges do polegar um pouco curvadas. A extremidade do polegar deve estar na extremidade do talão, deixando o polegar metade para a madeira do arco e metade para o talão. O polegar deve estar perpendicular em relação ao arco.
Segurar o arco entre a 1ª e 2ª falanges do indicador e na 1ª falange do médio; deixar o dedo mínimo na forma arredondada, perto do botão do arco, e segurando pela ponta. O dedo anelar é deixado naturalmente. O polegar deve estar no meio do dedo indicador e do médio, só que do outro lado do arco.
Segurar o arco corretamente é muito importante para uma boa execução. O indicador direito controla a pressão do arco nas cordas, o que afeta o volume e o timbre do instrumento. O violinista precisa manter todo o corpo relaxado, à vontade.
É importante dizer que o dedo indicador e o dedo mínimo promovem funções importantes na intensidade do som obtido. Estas funções são chamadas de pronação e supinação, que são feitos através da "rotação" do "antebraço".
Pronação
A pronação é o movimento de pressionar o dedo indicador no arco (rodar o antebraço para o lado esquerdo gerando pressão no dedo indicador), aliviando a pressão exercida pelo dedo mínimo (mindinho). Este movimento, juntamente com a velocidade com que o violinista fricciona o arco nas cordas, acarretará uma maior intensidade do som.
Supinação
A supinação é o movimento de pressionar o dedo mínimo no arco (rodar o antebraço para o lado direito) aliviando a pressão do dedo indicador, fazendo com que o som seja menos intenso. NOTA: Não é necessário fazer pressão com o dedo mínimo, pois o próprio peso do talão é suficiente para a intensidade do som.
Observação: Ponta do arco: Pronação. Talão do arco: Supinação.
É importante para o violinista dominar estas técnicas, aliadas com outras, para uma melhor qualidade nas execuções.

## Técnicas do Violino
- Pizzicato (beliscado) [produzido pela mão direita]: Os violinistas nem sempre usam o arco quando tocam. O pizzicato consiste em tocar as cordas com os dedos, dando pequenos puxões ou beliscadas (o dedo indicador é o mais comumente utilizado). Às vezes, em partes de orquestra ou de música solo virtuosa, o pizzicato com a mão esquerda é indicado na partitura por um sinal de “+” abaixo ou acima da nota. Raramente o pizzicato se estende pela melodia inteira, e quando se lê na partitura a palavra arco os executantes interrompem o pizzicato e voltam a usar o arco.
- Vibrato (vibrado) [produzido pela mão esquerda]: Uma das importantes técnicas de instrumentos de cordas. Existem 3 tipos de vibrato: o de dedo, o de punho e o de braço.  Em todos os tipos, o resultado é o movimento da ponta do dedo, que provoca uma pequena mudança no comprimento da corda vibrante, que consiste em fazer o som vibrar, formando uma flutuação mínima na afinação da nota, para cima e para baixo.  A maioria dos violinistas oscila abaixo da nota, ou seja, abaixa a afinação em relação à nota real ao usar o vibrato, pois acredita-se que a percepção favorece a altura mais alta em um som variável[8]. O vibrato de dedo é para passagens mais rápidas. O de punho é o mais comum, e o de braço é para expressar com certa força, paixão, drama um trecho. É usado sobretudo em notas longas.  Usualmente não há nada na partitura que obrigue os violinistas a adicionar um vibrato, de forma que o vibrato é presumido pela interpretação do músico. O “quando”, “para que” e “quanto” do vibrato no violino são questões artísticas de estilo e gosto, com diferentes professores, escolas de música e estilos musicais favorecendo diferentes tipos de vibrato.
- Corda dupla [técnica de arco]: Significa tocar, ao mesmo tempo, em duas, três cordas ou até mesmo quatro cordas, e consequentemente duas, três ou quatro notas (sob a forma de acordes), de uma só vez. É possível tocar três ou quatro cordas simultaneamente, sob a forma de acordes, porém pode-se sustentar apenas duas adjacentes. Neste caso, quando três ou quatro notas simultâneas são tocadas, o violinista geralmente “divide” o acorde, escolhendo tocar primeiro a nota ou notas mais baixas antes de imediatamente continuar para as notas mais altas, com a ressonância natural do instrumento produzindo um efeito semelhante ao de se tocar todas as quatro notas. Quando há velocidade e pressão suficientes, é possível tocar 3 cordas ao mesmo tempo. Isso é realizado com uma arcada pesada, tipicamente próximo ao talão do arco, produzindo um som alto e agressivo. Em orquestras, ocasionalmente os acordes são divididos entre os músicos.
- Harmônico ou Flautado [produzido pela mão esquerda]: Tocar levemente a corda com a ponta do dedo em um nó harmônico, sem pressionar completamente a corda, e em seguida dedilhar ou tocar a corda com o arco, cria harmônicos. São notas suaves e mais agudas.. Assemelham-se às notas da flauta e são usadas com mais frequência na música moderna. Harmônicos são marcados na partitura com um pequeno círculo acima da nota que determina a altura do harmônico, ou com cabeças de nota em forma de diamante. Existem doi tipos de harmônicos: os naturais e artificiais (também conhecidos como falsos harmônicos). Os harmônicos naturais são tocados em uma corda solta, e ocorrem em múltiplos inteiros da nota tocada (chamada de frequência fundamental). Já os harmônicos artificiais são mais difíceis de produzir do que os harmônicos naturais, pois envolvem tanto parar a corda quanto tocar um harmônico na corda parada. Com o quarto dedo apenas encostando a corda uma quarta acima da nota parada com o primeiro dedo,  produz-se o quarto harmônico, duas oitavas acima da nota parada. A posição e a pressão dos dedos, bem como a velocidade, pressão e ponto de contato do arco, são essenciais para obter o harmônico desejado. Além disso, em passagens com diferentes notas tocadas como falso harmônicos, a distância entre o dedo que para a corda e o que toca o harmônico são diferentes, conforme o espaçamento entre as notas muda ao longo do comprimento da corda.
- Glissando (deslizando)[produzido pela mão esquerda]: O violinista escorrega o dedo sobre a corda, tocando todas as notas dentro do intervalo tocado, o que permite que todos os sons interpostos sejam ouvidos. Os glissandi aparecem quase exclusivamente nas músicas do século XX.
- Sul ponticello (sobre o cavalete)[técnica de arco]: Indica que o violinista deve passar o arco próximo ao cavalete, o que origina um som de timbre brilhante e estridente.
- Sul tasto (sobre o espelho) [técnica de arco]: Indica que o violinista deve tanger o arco próximo ao espelho, o que origina um timbre velado e mais suave.
- Col legno [técnica de arco]: Termo italiano que significa Com a Madeira. Este golpe consiste na rotação do arco de modo a percutir as cordas com a madeira do mesmo, em vez de passar as cerdas do arco sobre as cordas. Essa técnica de arco é raramente usada, e resulta em um som percussivo abafado. No entanto, alguns violinistas se opõem a esse estilo de tocar, pois pode danificar o acabamento e comprometer o valor de um bom arco, utilizando, desta forma, um arco barato, pelo menos durante a passagem em questão. Frequentemente utilizado em orquestra.
- Detaché [técnica de arco]: Um golpe de arco e uniforme, durante o qual a velocidade e o peso do arco permanecem constantes do início ao fim do golpe[9].
- Martelé [técnica de arco]: literalmente martellato, é um efeito fortemente acentuado produzido liberando cada golpe de arco de forma energética e repentina. Pode ser tocado em qualquer parte do arco.
- Tremolo [técnica de arco]: é a repetição muito rápida (geralmente de uma única nota, mas ocasionalmente múltiplas notas), normalmente tocada na ponta do arco. É indicado na partitura com três pequenas linhas inclinadas através da haste da nota.

## Métodos de estudo para aprendizagem e aperfeiçoamento no violino
- Método Suzuki (Suzuki Violin School) - S. Suzuki (Destinado a iniciantes)
- O aprendiz de Violino (Método didático para crianças, com canções do folclore brasileiro) - Keeyth Vianna (Nível: Iniciante) [10]
- Técnicas fundamentais de arco para violino e viola - Marco Antônio Lavigne e Paulo Bosísio (Destinado a todos os níveis)
- Notas sobre o estudo das escalas maiores - Marco Antônio Lavigne
- 42 estudos e caprichos - Kreutzer (Nível intermediário/avançado)
- 24 Caprichos - Rode, Pierre (Nível avançado)
- 24 Estudos e Caprichos - Dont
- 75 estudos - Mazas (Nível Intermediário)
- Das Skalensysten (O sistema de escalas) - Carl Flesch (Nível avançado)
- Applebaum String Builder
- Sevcik Op. 1 - Estudo da Técnica, Mão esquerda, Velocidade, (Destinado a todos os níveis, do elementar ao avançado)
- Sevcik Op. 8 - Estudo de mudança de posição, (Destinado a todos os níveis, do elementar ao avançado)
- Hans Sitt - 15 Estudos para Violino Op. 116 (Nível intermediário)
- Kayser 36 Elementary and Progressive Studies (Estudos, nível intermediário)
- Giuseppe Tartini - L'Arte dell'Arco (Estudo de Arco)
- Método de improvisação para Violino (e Viola) no Jazz - Cordes Et Ame Méthode d'Improvisation et de Violon - (Didier Lockwood & Francis Darizcuren)